# Marc Schubring
Marc Schubring (* 13. April 1968 in Berlin) ist ein deutscher Musicalkomponist.

## Leben
Nach dem Abitur 1988 am Goethe-Gymnasium Berlin nahm Marc Schubring das Studium der Musikwissenschaft an der TU Berlin auf. Er verließ Berlin ein Jahr später, um in Saarbrücken an der heutigen Hochschule des Saarlandes für Musik und Theater von 1989 bis 1993 bei Theo Brandmüller Komposition zu studieren.
Von ihm stammt die Musik zu den deutschsprachigen Musicals Fletsch – Saturday Bite Fever, Cyrano de Bergerac, Emil und die Detektive, Der Mann, der Sherlock Holmes war, Tell, Zum Sterben schön, Pünktchen und Anton und Gefährliche Liebschaften. Zu seinen aufgeführten Werken zählen außerdem die Kammeroper nimmerlandmensch, verschiedene Bühnenmusiken und ein Teil der Musik zur Friedrichstadtpalastrevue Rhythmus Berlin. Schubring schrieb außerdem Jingles für das Kulturradio des Saarländischen Rundfunks, SR2 Kulturradio, die ausnahmslos Stil-Variationen über Beethovens Rondo Wut über den verlorenen Groschen darstellen. 
Seit dem Jahr 2004 pendelt Marc Schubring zwischen Berlin und New York, wo er Mitglied des BMI Lehman Engel Musical Theatre Workshops und der Dramatists Guild of America ist. 1990 begann die Zusammenarbeit mit dem Texter und Übersetzer Wolfgang Adenberg. Seit 2017 schreibt er auch mit dem Texter und Übersetzer Kevin Schroeder. Mit den amerikanischen Textern Phoebe Kreutz und Jeffrey Haddow arbeitet Schubring seit 2005 zusammen. Stephen Sondheim empfahl Schubring für eine Auftragskomposition im Rahmen von Liaisons: Re-Imagining Sondheim from the Piano des amerikanischen Pianisten Anthony de Mare, an der Seite von Steve Reich, Mark-Anthony Turnage u. a. So entstand Rhapsody in Red.
Schubring ist seit 1999 mit der Schauspielerin Ulrike Frank verheiratet, die er beim Musical kennenlernte. Sie singt sowohl auf der CD Fletsch-Saturday Bite Fever, als auch bei Emil und die Detektive, wo sie Emils Mutter auch auf der Bühne darstellte.

## Auszeichnungen
Schubrings Kammeroper nimmerlandmensch gewann 2000 den Publikumspreis der Stadt Osnabrück.
Schubring ist Gewinner in den Kategorien „beste Komposition“ und „bestes Musical“ beim Deutschen Musical Theater Preis 2015 für das Musical Gefährliche Liebschaften.
2016 wurde er zusammen mit seinem Co-Autor David S. Craig für ihr Play with music Double Trouble in der Kategorie „Outstanding Original Play or Musical Adaption“ für den Helen Hayes Award 2016 nominiert.
Schubring war nominiert als bester Komponist in der Kategorie Musical beim Musikautor:innenpreis der GEMA 2025.

## Werke
- 1993: Fletsch – Saturday Bite Fever. Musical – (UA Saarländisches Staatstheater – 8. Dezember 1993)
- 1995: Cyrano de Bergerac. Musical – (UA Saarländisches Staatstheater – 22. November 1995)
- 2000: nimmerlandmensch nach Texten von Birger Sellin – Kammeroper
- 2001: Emil und die Detektive. Musical nach Erich Kästner- (UA Theater am Potsdamer Platz – 12. November 2001)
- 2003: Das Feuerwerk von Paul Burkhard am Wiener Burgtheater (musikalische Einrichtung und Arrangement)
- 2007: Rhythmus Berlin, einzelne Songs, Ballette und Akrobatikmusiken (Das Todesrad) für den Friedrichstadt-Palast Berlin – Revue
- 2007: Der Zauberer von Camelot für den Friedrichstadt-Palast Berlin, Buch und Liedtexte von Lutz Hübner – Kinderrevue
- 2008: Moulin Rouge Story. Musical (UA Altes Schauspielhaus Stuttgart – 12. Dezember 2008)
- 2009: Der Mann, der Sherlock Holmes war. Musical (UA Staatsoperette Dresden – 23./24. Januar 2009)
- 2010: Der Zauberlehrling. Filmmusik für ZDF, KiKa (Regie: Kerstin Höckel)
- 2011: Zum Sterben schön. ein Musical für die Ewigkeit (öffentliches Reading [Ballhaus Rixdorf, Berlin] – 27. September 2011)
- 2011: Für Elise – Beethovens Bestseller. Filmmusik für WDR, ARTE (DokFabrik)
- 2012: Friedrich – Mythos und Tragödie. Musical – Co-Komponist mit Dennis Martin (UA Metropolis Halle Potsdam/Babelsberg – 1. Juni 2012)
- 2012: Tell – Das Musical (UA Walensee-Bühne, Walenstadt – 18. Juli 2012)[3]
- 2012: Das Dschungelbuch. Familienmusical (UA Theater Koblenz – 17. November 2012), Buch und Liedtexte von Juliane Wulfgramm und Andreas Lachnit
- 2013: Zum Sterben schön. ein Musical für die Ewigkeit (UA Theater für Niedersachsen in Hildesheim – 23. Februar 2013)
- 2013: Die Zauberflöte – Mozarts Vermächtnis. Filmmusik für ARTE, ZDF (DokFabrik)
- 2013: Rico, Oskar und die Tieferschatten. Schauspielmusik für Andreas Lachnits Inszenierung am Jungen Theater Bonn – 5. April 2013
- 2013: Jim Knopf und Lukas, der Lokomotivführer. Familienmusical (UA Theater Koblenz – 23. November 2013), Buch von Michael Ende, Liedtexte von Ende, Andreas Lachnit und Juliane Wulfgramm
- 2014: Petterson und Findus. Songs und Schauspielmusik für Andreas Lachnits Inszenierung am Jungen Theater Bonn – 19. April 2014
- 2014: Peter und der Wolf – Geschichte eines Welterfolges. Filmmusik für ARTE, MDR (DokFabrik)
- 2014: Aschenputtel. Musical (UA Brüder Grimm Festspiele Hanau – 16. Mai 2014), Buch von Frank Lorenz Engel, Liedtexte von Edith Jeske
- 2014: Pünktchen und Anton. Musical nach Erich Kästner (UA Junges Theater Bonn – 6. September 2014)
- 2015: Gefährliche Liebschaften. Musical nach Choderlos de Laclos (UA Staatstheater am Gärtnerplatz – 22. Februar 2015), Buch und Liedtexte von Wolfgang Adenberg
- 2015: Der gestiefelte Kater. Musical (UA Brüder Grimm Festspiele Hanau – 15. Mai 2015), Buch von Frank Lorenz Engel, Liedtexte von Edith Jeske
- 2015: Double Trouble. Play with music nach Das doppelte Lottchen von Erich Kästner, (UA Imagination Stage, Bethesda, Maryland – 27. Juni 2015), Buch und Liedtexte von David S. Craig
- 2015: Mio, mein Mio. Songs und Schauspielmusik für Manuel Mosers Inszenierung am Jungen Theater Bonn – 1. November 2015, Liedtexte von Wolfgang Adenberg
- 2017: Vom Fischer und seiner Frau (auch Mehr – Das Musical nach Vom Fischer und seiner Frau). Musical (UA Brüder Grimm Festspiele Hanau – 12. Mai 2017), Buch und Liedtexte von Kevin Schroeder
- 2018: Wie William Shakespeare wurde. Musical (UA Kooperation Next Liberty und Oper Graz – 18. November 2018), Buch und Liedtexte von Wolfgang Adenberg
- 2019: Jacob und Wilhelm – Weltenwandler. Musical (UA Brüder Grimm Festspiele Hanau – 10. Mai 2019), Buch und Liedtexte von Kevin Schroeder
- 2022: Rhapsody in Red Klavierstück nach Goodbye for now von Stephen Sondheim aus dem Film Reds für das Projekt Liaisons: Re-Imagining Sondheim from the Piano von und mit Anthony de Mare.  (UA Merkin Concert Hall, New York – 26. März 2022)
- 2022: Das NEINhorn Musical (UA Junges Theater Bonn – 29. Mai 2022), Buch, Musik und Liedtexte von Marc Schubring nach dem Buch von Marc-Uwe Kling
- 2023: Mata Hari – Verismo Pop Musical (UA Staatstheater am Gärtnerplatz – 23. März 2023), Buch und Liedtexte von Kevin Schroeder, nach einer Idee von Marc Schubring und Kevin Schroeder